# Krug (Rüstung)
Die Krug (englisch Pot Lid Armor ‚Topfdeckelrüstung‘, russisch zertsalo, oder zertsalny dospekh ‚Spiegelrüstung‘) ist eine Schutzwaffe aus Persien, Indien, Russland und dem osmanischen Reich.

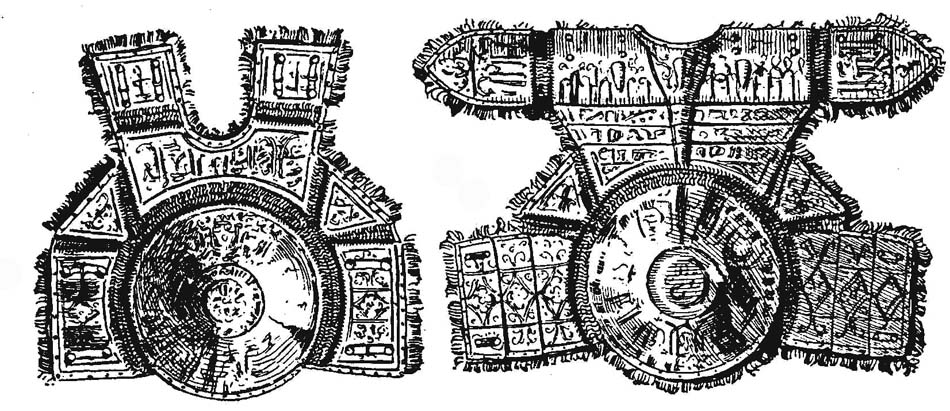
Rüstung des Torgut Reis

## Beschreibung
Die Krug besteht in der Regel aus Stahlplatten oder Stahllamellen und Kettenrüstung. Rüstungen dieser Art wurden im Osmanischen Reich, Indien, Russland und im Perserreich benutzt. Die Rüstungen bestehen aus Platten oder Lamellenpanzern, die mit Kettenrüstungsstücken zusammengehalten werden. Die namengebenden Rüstungsplatten sind die Platten auf dem Bauch und dem Rücken. Sie sind rund und aus einem Stück im Hochrelief getrieben. Die große Ähnlichkeit zu den Deckeln von Kochtöpfen gab der Rüstung ihren deutschen und englischen Namen, wie es beim Topfhelm ähnlich bekannt ist. Zum Gebrauch wurden die beiden Rüstungsteile über einem Kettenhemd angezogen und an den Seiten sowie am Rüstungskragen (Gorget) miteinander verbunden. Dann wurde die Rüstung mit Ober- und Unterarmschienen (Bazu Band in Persien oder Dastana in Indien), Handschuhen, einer Hose aus Kettenrüstung, Bein- und Knieschienen sowie Kettenstiefeln ergänzt. Als Helm diente meist eine Zischägge. Die Krug besitzen oft eine Unterlage aus Stoff und sind an den Außenkanten mit vielen Fransen verziert. Je nach Herkunftsland sind lokale Unterschiede vorhanden. An russischen Rüstungen dieser Art wurden statt Platten oft Lamellenpanzer verwendet.
Die Abteilung der Waffensammlung (Arms and Armor) des Metropolitan Museum of Art stellt ein bekanntes Exemplar dieser Topfdeckelrüstung aus, welches aus der Sammlung von George Cameron Stone stammt.